# Il nascimento dell’Aurora
Il nascimento dell’Aurora ist eine Serenata (Originalbezeichnung: „Festa pastorale“) in einem Akt von Tomaso Albinoni (Musik). Der Name des Librettisten ist nicht bekannt. Die Uraufführung fand vermutlich um 1710 zur Feier des Geburtstags der Kaiserin Elisabeth Christine von Braunschweig-Wolfenbüttel in Wien statt.

## Handlung
Der Schauplatz dieser Huldigungsmusik ist das Tempetal in Thessalien. Der Inhalt besteht aus einer Abfolge von Rezitativen und Arien, in denen die Nymphe Dafne, der Windgott Zeffiro, die Blütengöttin Flora, der Gott Apollo und der Flussgott Peneo eine Geburtstagsfeier zu Ehren von Aurora, der Göttin der Morgenröte, vorbereiten. Zu Beginn freuen sich alle über den schönen Festtag (Nr. 1–8). Dabei wirbt Apollo um die Liebe Dafnes, die aber nur die Tugend ohne triebhafte Leidenschaft sucht – die von Aurora propagierte reine Liebe. Die anderen stimmen ihr zu, und alle preisen Aurora.
Nach dieser Einleitung verspricht jeder Teilnehmer Aurora ein Geschenk, das seinen Begabungen entspricht (Nr. 9–12). Dafne will Aurora ihr reines Herz weihen und enttäuscht damit Apollo, der sich selbst Hoffnungen darauf gemacht hatte. Flora erklärt, Aurora mit zwei Kränzen aus weißen und roten Rosen zu schmücken. Apollo will seine geliebte Zither auf Auroras Altar legen und in Zukunft eine andere Zither verwenden. Zeffiro will zur Feier sanfte Winde, die Zephyre, aussenden. Peneo verspricht, sich vorsichtig auf seinem Flussbett auszubreiten, ohne Schäden zu bewirken.
Anschließend wählt sich jeder spielerisch eine Blume, deren Eigenschaften Dafne miteinander vergleicht. Die Verlierer müssen Aurora jeweils mit einem Lied ehren (Nr. 13–16). Den Abschluss macht Peneo. Er bringt bei dieser Gelegenheit einen weiteren Namen ins Spiel, Elisa (Kaiserin Elisabeth), denn das größte Lob für die Morgendämmerung sei es, dass sie die Sonne ankündige (Nr. 17). Elisa sei am selben Tag zur Morgenröte geboren. Es folgen weitere Arien zur Huldigung Elisas, die Aurora in jeder Hinsicht ebenbürtig sei (Nr. 18–22). Um ihr eine dauerhafte Erinnerung an diesen Tag zu geben, verwandelt sich Dafne in einen Geburtstagskranz (Nr. 23). Apollo ist entsetzt, doch da die anderen Dafne für dieses Opfer loben (Nr. 24), verwandelt er den Kranz zum Schutz vor Blitzen und als Zeugnis für ewiges Leben in Lorbeer (Nr. 25). Alle preisen Aurora und Elisa (Nr. 26).

## Gestaltung

### Musiknummern
Die Oper enthält die folgenden Musiknummern:
- Nr. 1. Chor (Dafne, Zeffiro, Flora, Apollo, Peneo): „Goda Tempe e su l’amena“
- Nr. 2. Rezitativ (Peneo)
  - Ritornell
  - Arie (Peneo): „Con divoti e grati voti“
- Nr. 3. Chor (Dafne, Zeffiro, Flora, Apollo, Peneo): „Goda Tempe e su l’amena“
- Nr. 4. Rezitativ (Dafne)
  - Arie (Dafne): „Se non ama la virtù“
- Nr. 5. Rezitativ (Dafne, Apollo)
  - Ritornell
  - Arie (Apollo): „Se grata e pietosa“
- Nr. 6. Rezitativ (Zeffiro, Flora)
  - Arie (Flora): „Da l’Aurora, o ninfe amate“
- Nr. 7. Rezitativ (Zeffiro)
  - Arie (Zeffiro): „Nulla spero e nulla bramo“
- Nr. 8. Rezitativ (Peneo)
  - Arie (Peneo): „Se incontrate tempeste o procelle“
- Nr. 9. Rezitativ (Dafne)
  - Arie (Dafne): „Perché un giglio è nel candore“
- Nr. 10. Rezitativ (Apollo, Peneo, Dafne)
  - Arie (Flora): „La rosa per regnar cresce nel suolo“
- Nr. 11. Rezitativ (Flora, Apollo, Dafne)
  - Arie mit Erzlaute (Apollo): „Con cetra più sonora“
- Nr. 12. Rezitativ (Dafne, Zeffiro, Peneo)
  - Arie (Zeffiro): „Zeffiretti innamorati“
- Nr. 13. Rezitativ (Dafne, Zeffiro, Flora, Apollo, Peneo)
  - Ritornell
  - Arie (Dafne): „Tutto il bello de’ tuoi fiori“
- Nr. 14. Rezitativ (Dafne, Zeffiro, Flora, Apollo, Peneo)
  - Arie (Flora): „Quando nasce in ciel l’Aurora“
- Nr. 15. Rezitativ (Apollo, Flora, Dafne)
  - Arie (Apollo): „Sol che mostri la fronte serena“
- Nr. 16. Rezitativ (Dafne, Zeffiro, Flora, Apollo, Peneo)
  - Arie (Zeffiro): „Aure, andate e baciate“
- Nr. 17. Rezitativ (Peneo)
  - Ritornell
  - Arie (Peneo): „De l’alba che nasce“
- Nr. 18. Rezitativ (Dafne)
  - Ritornell
  - Arie (Dafne): „Cinta ornai di freschi ulivi“
- Nr. 19. Rezitativ (Flora)
  - Arie (Flora): „Scuota Imeneo la face“
- Nr. 20. Rezitativ (Apollo)
  - Arie (Apollo): „Vuol d’Elisa il sen fecondo“
- Nr. 21. Rezitativ (Apollo, Zeffiro)
  - Arie (Zeffiro): „Bella è l’alba“
- Nr. 22. Rezitativ (Peneo)
  - Arie (Peneo): „Se l’alba io scorgerò“
- Nr. 23. Rezitativ (Dafne)
  - Arie (Dafne): „Questa fronda“
- Nr. 24. Rezitativ (Zeffiro, Flora, Apollo, Peneo)
  - Ritornell
  - Arie (Flora): „Se immortale esser non può“
- Nr. 25. Rezitativ (Zeffiro, Apollo)
  - Arie (Apollo): „Pianta bella, pianta amata“
- Nr. 26. Rezitativ (Apollo)
  - Chor (Dafne, Zeffiro, Flora, Apollo, Peneo): „Viva l’Aurora! Elisa viva!“

### Musik
Die Musik ist für Streicher und Basso continuo bestimmt. Eine Arie benötigt eine obligate Erzlaute. Die einleitende Sinfonia ist dreiteilig und beginnt mit einer Fuge. Ihr Schlusssatz fällt mit dem ersten Tuttieinsatz zusammen. Die Streicherbegleitung der Arien ist überwiegend kontrapunktisch ausgearbeitet.

## Werkgeschichte
Der Librettist und die genauen Umstände der Entstehung dieser Serenata sind nicht bekannt. Eine mutmaßlich autographe Partitur ist in der Österreichischen Nationalbibliothek in Wien erhalten. Der Text lässt darauf schließen, dass das Werk anlässlich des Geburtstags von Elisabeth Christine von Braunschweig-Wolfenbüttel, der Gemahlin von Kaiser Karl VI., aufgeführt wurde. Beide Namen finden sich in italienischer Form („Elisa“ bzw. „Carlo“) im Werk. Der Musikwissenschaftler Herbert Seifert datierte die Aufführung auf den 15. August 1708. Das war kurz nach Elisabeths Ankunft in Barcelona zu ihrer Hochzeit mit dem damaligen Erzherzog Karl. Die im Text enthaltenen Anspielungen auf künftige Kinder könnten sich darauf beziehen. René Clemencic ging hingegen davon aus, dass es zwischen 1711 und 1717 vom kaiserlichen Gesandten in Venedig beauftragt wurde. Es könnte in dessen dortiger Residenz aufgeführt worden sein.
In neuerer Zeit sind folgende Aufführungen nachweisbar:
- 1983: Vicenza – konzertant; I Solisti Veneti, Dirigent: Claudio Scimone; Veröffentlichung auf Tonträger.[6]
- 2010: Wiener Kammeroper – szenisch; Clemencic Consort, Dirigent: René Clemencic, Regie: Kristine Tornquist; Videostream im Internet.[7]
- 2022: Villa dei Vescovi, Luvigliano di Torreglia – szenisch; I Solisti Veneti, Dirigent: Giuliano Carella; Videostream im Internet.[8]
- 2022: Markgräfliches Opernhaus Bayreuth – konzertant; {oh!} Orkiestra, Dirigentin: Martyna Pastuszka.[9]

## Aufnahmen
- Juni 1983 – Claudio Scimone (Dirigent), I Solisti Veneti.
 June Anderson (Dafne), Margarita Zimmermann (Zeffiro), Susanne Klare (Flora), Sandra Browne (Apollo), Yoshihisa Yamaji (Peneo).
 Live, konzertant aus Vincenza.
 Erato NUM 751522 (2 LPs), Erato 4509-96374-2 (2 CDs).[6]
- 18.–23. Januar 2007 – René Clemencic (Dirigent), Clemencic Consort.
 Krisztina Jónás (Dafne), Radu Marian (Zeffiro), Adrineh Simonian (Flora), Terry Wey (Apollo), Gernot Heinrich (Peneo).
 Aufnahme aus der Hofburgkapelle Wien.
 Oehms Classics OC913.[10][11]
- 2010 – René Clemencic (Dirigent), Kristine Tornquist (Regie), Duncan Hayler (Bühne), Markus Kuscher (Kostüme), Michael Hofer (Licht), Clemencic Consort.
 Krisztina Jónás (Dafne), Gerhard Hafner (Zeffiro), Solmaaz Adeli (Flora), Armin Gramer (Apollo), Wilhelm Spuller (Peneo), Evelin Illés (Elisabeth).
 Video; live aus der Wiener Kammeroper.
 Videostream auf YouTube (unbearbeiteter Privatmitschnitt).[7][12][13]
- 26. Juli 2022 – Giuliano Carella (Dirigent), I Solisti Veneti.
 Kaori Yamada (Dafne), Martina Barreca (Zeffiro), Francesca Lione (Flora), Federica Cassati (Apollo), Luis Javier Jiménez García (Peneo).
 Video; live aus der Villa dei Vescovi, Luvigliano di Torreglia.
 Videostream auf YouTube.[8]